# Pete Hoekstra
Cornelis Pieter "Pete" Hoekstra, född 30 oktober 1953 i Groningen i Nederländerna, är en amerikansk republikansk politiker och diplomat. Han representerade delstaten Michigans andra distrikt i USA:s representanthus 1993–2011. Han tjänstgjorde som USA:s ambassadör i Nederländerna 2018–2021.
Hoekstra var tre år gammal när han flyttade med sin familj från Nederländerna till Holland i Michigan. Han avlade 1975 sin grundexamen vid Hope College och 1977 Master of Business Administration vid University of Michigan Ross School of Business.
Han arbetade på företaget Herman Miller och blev med åren företagets vice vd med ansvar för marknadsföring. Han utmanade i republikanernas primärval 1992 den sittande kongressledamoten Guy Vander Jagd. Vander Jagd hade varit 26 år i representanthuset, något som Hoekstra sade var en för lång tid i USA:s kongress. Hoekstra lovade att han själv inte skulle vara längre än tolv år i representanthuset, ett löfte som han drog tillbaka när han 2004 kandiderade för en sjunde mandatperiod.
Hoekstra motiverade den sjunde mandatperioden med medlemskapet i reprepresentanthusets underrättelseutskott. Han mötte inget större motstånd i republikanernas primärval den gången och inte heller i kongressvalet. Strax efter primärvalet 2004 avgick utskottets ordförande Porter Goss för att tillträda som CIA-chef. Hoekstra var ordförande i underrättelseutskottet 2004-2007. Han ställde inte upp för omval i mellanårsvalet i USA 2010 och efterträddes i representanthuset av partikamraten Bill Huizenga.